# Afonso de Portugal, Grão-mestre do Hospital
Fernando Afonso de Portugal, ou simplesmente Afonso (Coimbra, 1135 — Santarém ou Évora, 15 de março de 1207), foi um infante do Reino de Portugal e Grão-mestre da Ordem dos Hospitalários. Serviu ainda como Alferes-mor do seu pai.

## Biografia

### Primeiros anos
Nascido em Coimbra, era filho natural de Afonso I, rei de Portugal, e de Châmoa Gomes de Pombeiro, filha do magnate galego Gomes Nunes de Pombeiro. Terá sido dos primeiros filhos bastardos do seu pai, uma vez que este ainda se intitulava Conde de Portucale, situação que viria a mudar com a sua autoproclamação como rei em 1139.
Surge documentado numa doação do seu pai, ao Mosteiro de Santa Cruz de Coimbra, de 1166.

### O período de regência e a alferesia
Após o Cerco de Badajoz de 1169, na qual o rei teria ficado gravemente afetado em resultado de uma ferida numa perna, surge num documento desse ano, junto ao seu pai e dos seus irmãos Sancho e Teresa, e portanto de estatuto equivalente ao dos infantes legítimos. Sancho encarregar-se-ia da regência, e Fernando retém a alferesia-mor. Várias confirmações de Sancho ainda em vida de Afonso Henriques denunciam a presença forte do bastardo Fernando e o desejo, por parte da nobreza de corte, de o inutilizar, consolidando a regência de Sancho. Em setembro de 1172 Fernando passa a servir o regente, segundo uma doação a Monsanto nessa data, na qual Afonso I sugere pela primeira vez uma sucessão por via feminina em Teresa. A partir de 1173, Afonso Henriques parece concretizar em parte esta possibilidade ao entregar a regência conjunta do reino a Sancho e Teresa, declarando-os co-herdeiros e com casa própria.
Em 1173, Fernando deixa o seu cargo curial, e a partir do ano seguinte também o seu pai se afasta definitivamente dos assuntos do reino, muito provavelmente por doença, sobressaindo ainda mais a partir desta altura o papel dos regentes. Teresa desempenhava funções administrativas e Sancho encarregava-se da actividade bélica.

### A Ordem Hospitalária
Após a reforma dos ofícios da cúria régia - desde então sujeitos a Sancho I, herdeiro da coroa - saíu do reino e viajou pela Europa, ingressando primeiramente na Ordem dos Templários e pouco depois na Ordem dos Hospitalários. Esta última ordem tinha vários pontos de jurisdição, e D. Frei Fernando ascenderia a Mestre da Ordem na jurisdição da Península Ibérica em 1198. Nessa altura, Portugal contava com uma forte influência política em que contribuía também a aliança estabelecida com a Flandres e, desta forma, em 1202, com apoio português, Fernando ascendia a Grão-mestre da Ordem Hospitalária.
A sua participação na Quarta Cruzada é motivo de debate, uma vez que se alguns autores defendem a sua participação, outros argumentam que se teria recusado a fazê-lo, provavelmente por saber que o alvo era uma cidade cristã, Constantinopla.
Fernando empreendeu uma importante reforma dos estatutos da ordem. Apesar disso, foi censurado por ter mantido o Capítulo Geral para a fortaleza de Margat, fora do Reino de Jerusalém.
O seu estilo de liderança também não ajudou à sua popularidade, mais bem o contrário: muito derivado do seu carácter provavelmente autoritário e severo, tornou-o bastante impopular por entre os membros da ordem, causando inclusive divisões por motivos diversos. Em última instância, acabou por renunciar, deixando para trás apenas três anos de mandato, constituindo a segunda vez na história da Ordem que um Grão-Mestre abdica. O seu último ato enquanto mestre data de 1206, sendo esse o ano da sua abdicação, uma vez que no mesmo ano surge mais tarde um outro Grão-Mestre, Geoffroy le Rat.

### Regresso a Portugal e morte
Fernando resolve regressar a Portugal, após a sua demissão, e apesar de encontrar algumas diferença, como o facto, por exemplo, de o seu irmão ser já rei (o pai falecera em 1185), a hostilidade na corte para com a sua pessoa mantinha-se, uma vez que para muitos era considerado uma ameaça na sucessão ao trono, mesmo o rei já tendo herdeiro (o infante Afonso), com tantos anos de vida quantos aqueles que se passaram desde a morte de Afonso I.
Falece, em Évora ou Santarém, a 15 de Março de 1207, provavelmente vítima de envenenamento por parte dos seus inimigos e partidários do seu irmão · . Foi sepultado em Santarém, na Igreja de São João de Alporão, propriedade dos Hospitalários. Em sua memória resta o epitáfio de pedra:.
Quem quer que sejas tu, sujeito à morte, lê e chora. Sou o que tu serás, já fui o que tu és. Peço-te que rezes por mim.

## Em Ficção
O romance histórico A Lenda do Pergaminho Dourado - Reinos de Fogo (2015), escrito por César Gonçalves, descreve as incríveis aventuras de Afonso de Portugal, numa inesquecível demanda para descodificar os enigmas inscritos, num misterioso pergaminho milenar.